# Gearheads
Gearheads est un jeu vidéo de stratégie en temps réel développé et édité par Philips Media, sorti en 1996 sur Windows,
Mac et CD-i.

## Accueil
- PC Team : 90 %[1]
- PC Zone : 9/10[2]